# 826 Генріка
826 Генріка (826 Henrika) — астероїд головного поясу, відкритий 28 квітня 1916 року.
Тіссеранів параметр щодо Юпітера — 3,321.